# Still Don't Know My Name
Still Don't Know My Name è un brano musicale del cantautore e produttore discografico britannico Labrinth, dodicesima traccia della colonna sonora della serie televisiva Euphoria.

## Descrizione
Il brano ha riscoperto popolarità nell'agosto 2020 grazie ad una challenge sulla piattaforma TikTok.

## Video musicale
Il 10 novembre 2020 è stato reso disponibile il video musicale attraverso il canale YouTube del cantante.

## Successo commerciale
Nella Official Singles Chart britannica è entrato al 62º posto grazie a 7 137 unità distribuite, segnando la diciottesima entrata dell'interprete e la prima da solista da Jealous nel 2014.

## Classifiche
| Classifica (2020-22) | Posizione massima |
| -------------------- | ----------------- |
| Belgio (Fiandre)     | 64                |
| Canada               | 64                |
| Estonia              | 31                |
| Grecia               | 39                |
| Irlanda              | 29                |
| Islanda              | 32                |
| Lituania             | 30                |
| Norvegia             | 34                |
| Portogallo           | 97                |
| Regno Unito          | 52                |
| Repubblica Ceca      | 42                |
| Slovacchia           | 44                |
| Stati Uniti          | 115               |
| Svezia               | 57                |
| Svizzera             | 83                |
| Ungheria             | 36                |